# Port lotniczy Arar
Port lotniczy Arar (ICAO: RAE, ICAO: OERR) – port lotniczy położony w Arar, w prowincji Al-Hudud asz-Szamalija, w Arabii Saudyjskiej.

## Linie lotnicze i połączenia
| Linia Lotnicza | Kierunek           |
| -------------- | ------------------ |
| Flynas         | 1. Dammam 2. Rijad |
| Nesma Airlines | 1. Hail            |
| Saudia         | 1. Dżudda 2. Rijad |